# Schifferbörse

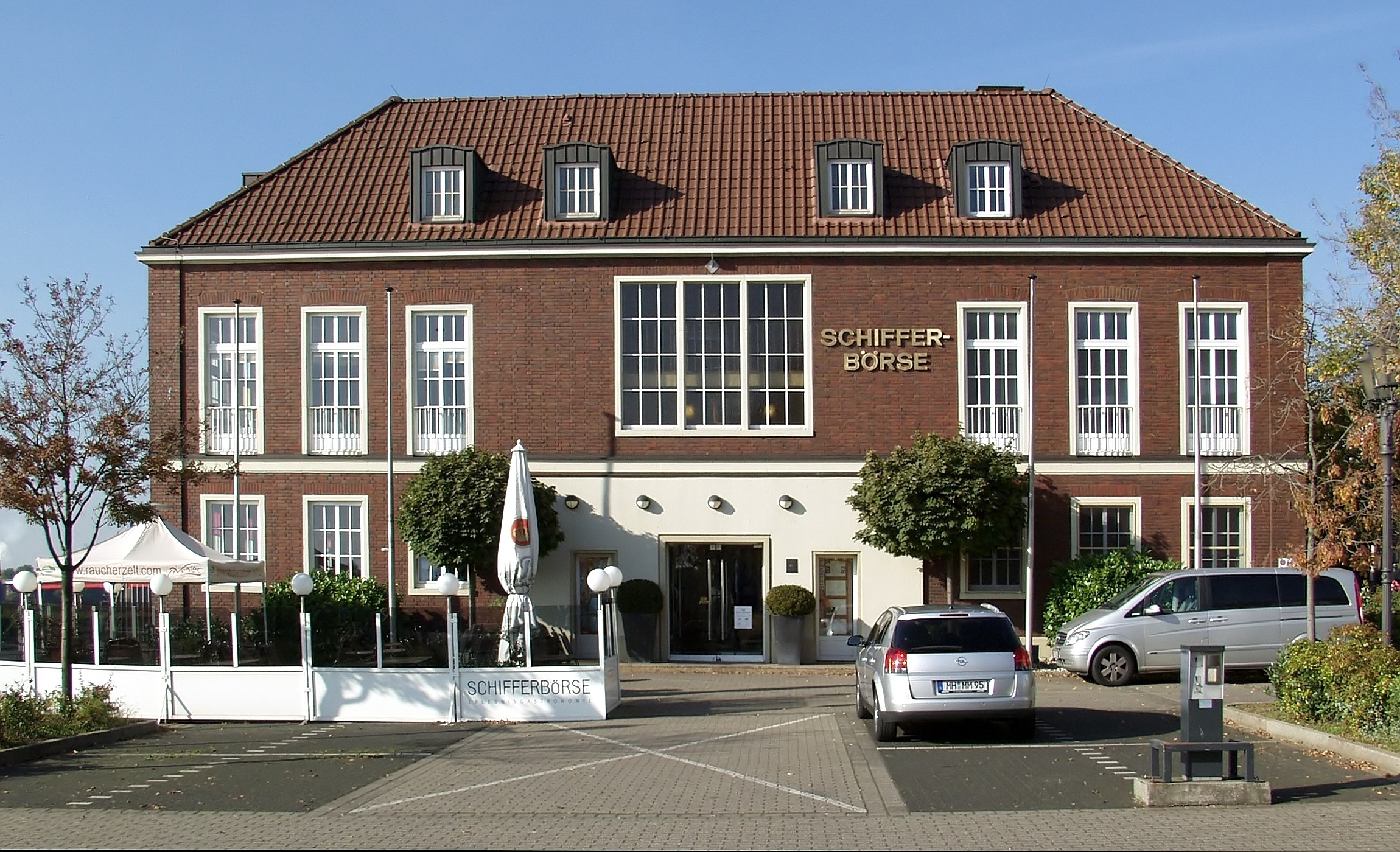
Schifferbörse (2007)

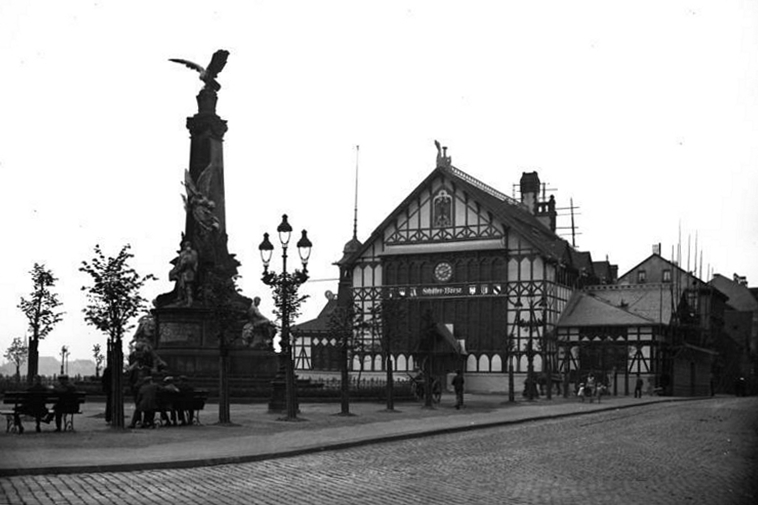
Schifferbörse im Jahr 1930

Die Schifferbörse ist ein Gebäude in Duisburg-Ruhrort am Vinckekanal, das heute als Bürogebäude dient.

## Geschichte
Vor dem Bau der Schifferbörse wurden die Frachtgeschäfte der Binnenschiffer formlos auf offener Straße abgewickelt. Allerdings verstopften die Handelnden vormittags bei jedem Wetter die Straße, und die uninformierten Schiffer wurden häufig durch falsche Frachtraten und zu hohe Vermittlungsgebühren übervorteilt.
Die „Schiffervereinigung Selbsthilfe“ forderte immer wieder, vereidigte Makler einzustellen oder ein Schiffsfrachtenamt einzurichten.
Am 19. Februar 1895 beschloss schließlich der Ruhrorter Bürgermeister Hermann Bemme, einen überdachten Unterstellplatz für die Schiffer bauen zu lassen. Man holte sich aus Amsterdam, Rotterdam und Antwerpen Anregungen, fand aber keine geeigneten Ideen. Also sollte eine völlig neue Art von Schifferbörse entstehen, für welche die Stadt das Grundstück zur Verfügung stellte.

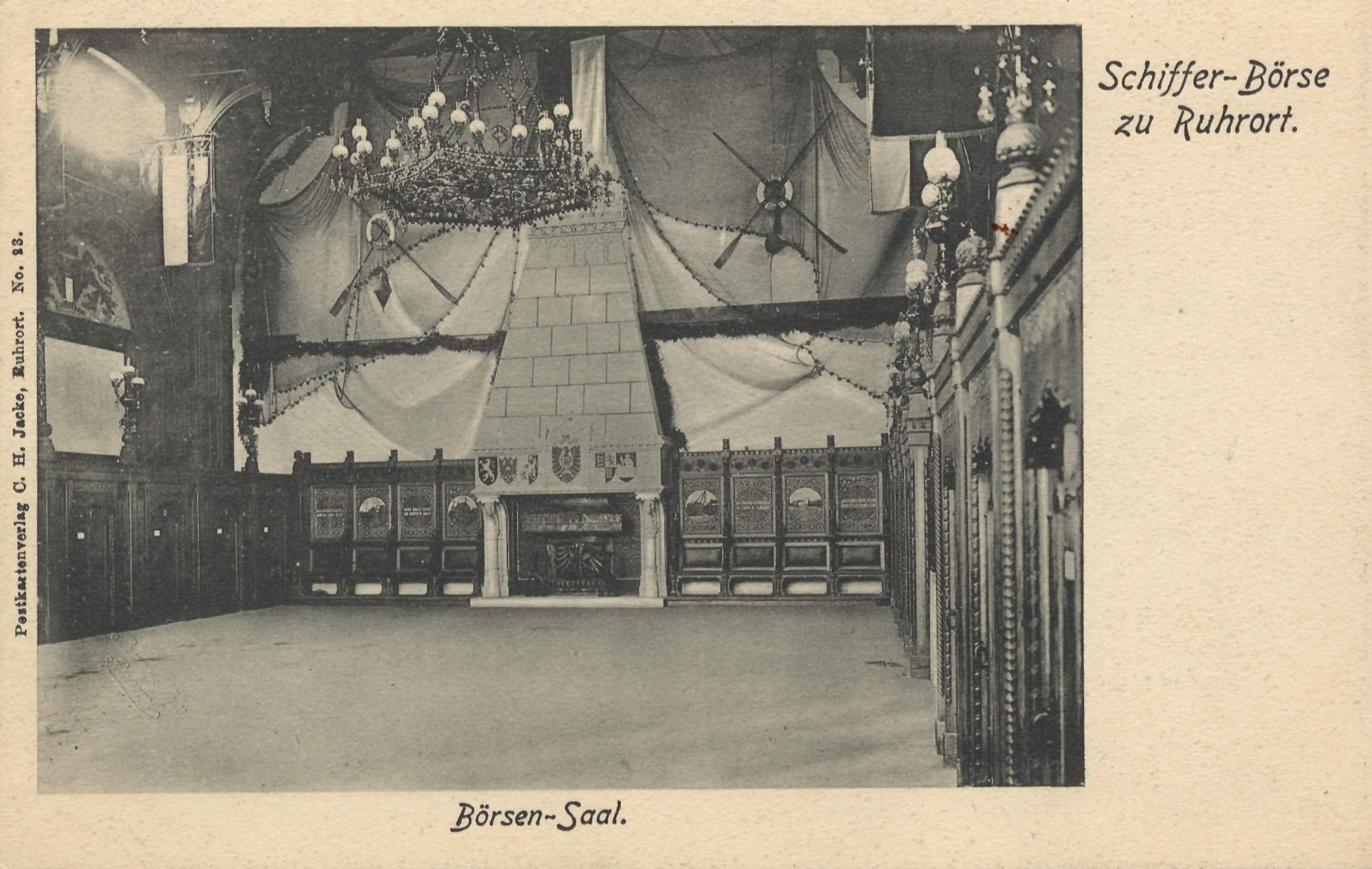
Postkarte mit dem Börsensaal

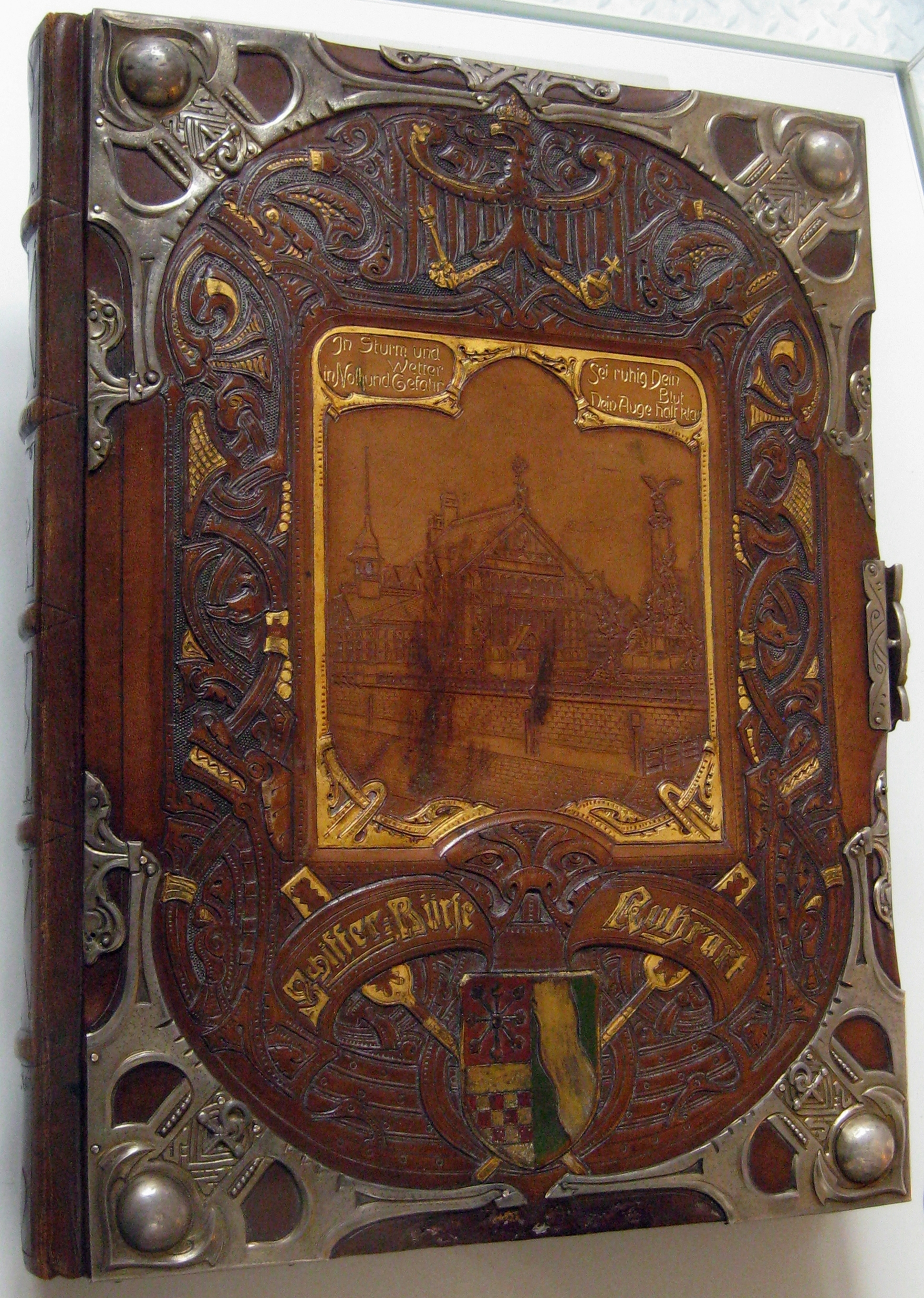
Goldenes Schifferbuch von 1901

Im September 1899 begann der Bau des prunkvollen Gebäudes im skandinavischen Stil nach Plänen von Oberbaudirektor Karl Hinckeldeyn in Berlin. Unter der Leitung des Regierungs- und Baurats Eduard Endell erfolgte die Ausführung durch Bernhard Hertel. Die Einweihung fand am 31. Oktober 1901 statt. Das Gebäude enthielt mehrere „Kojen“ für eine vertrauliche Verhandlungsatmosphäre. Die tägliche Börsenstunde wurde auf 11 bis 12 Uhr festgelegt und bei Bedarf auch verlängert.
Der Eintritt kostete für einen Tag 25 Pfennig, Jahreskarten waren für 40 Mark (für Firmen) oder für 3 bis 5 Mark (für Einzelschiffer) zu haben.
Zum besseren Vergleich war Kohle – die 80 % des Handelsaufkommens betrug – die Standardware, nach der die Frachten berechnet wurden.
Nach starken Kriegsschäden im Oktober 1944 wurde die Schifferbörse kurz nach Kriegsende von einem durch spielende Kinder verursachten Brand völlig zerstört.

## Heutige Nutzung
Schon 1947 gab es erste Bemühungen, das Gebäude wieder aufzubauen, und 1952 wurde die Einweihung eines „ersten Bürogebäudes“ gefeiert, dem noch weitere hätten folgen sollen. Doch es blieb bei dem einen Gebäude, das durch die Duisburger Häfen AG errichtet wurde. Dieses wurde 1980 durch die Stadt Duisburg für die Musikschule gekauft und bereits kurze Zeit später wieder an ein privates Konsortium veräußert.
Um das Gebäude wieder für maritime Zwecke zu nutzen, wurde es vollständig renoviert und teilweise umgebaut. Jetzt beherbergt die Schifferbörse Speditionen, die IG BCE Niederrhein und Schifffahrtsfirmen. Das damalige „Restaurant Schifferbörse“ im Erdgeschoss ist seit langem geschlossen und nur noch für Veranstaltungen buchbar.
Das Goldene Buch der Schifferbörse, in das sich schon Kaiser Wilhelm II. und Kaiserin Auguste Viktoria eingetragen haben, befindet sich als Leihgabe im Museum der Deutschen Binnenschifffahrt in Duisburg.

## Verein Schifferbörse zu Duisburg-Ruhrort e.V.
Der Verein „Schifferbörse zu Duisburg-Ruhrort e. V.“ knüpft an den ursprünglichen Zweck der Schifferbörse an und dient als Forum der Zusammenarbeit für Reedereien, Partikuliere, Verlader und Speditionen. Über den Verein treten alle an der Binnenschifffahrt beteiligten Gruppen für eine Stärkung des Systems Wasserstraße ein und vertreten diese Interessen gegenüber Politik, Öffentlichkeit und Verwaltung. Die Geschäftsführung des Vereins liegt bei der Niederrheinischen Industrie- und Handelskammer, die der Schifferbörse seit ihrer Gründung eng verbunden ist. Der Vorstand der Schifferbörse setzt sich aus Branchenvertreter zusammen. Seit 2012 an der Spitze des Vereins ist Frank Wittig, Geschäftsführer der Wittig GmbH aus Duisburg.
Neben der Interessensvertretung engagiert sich der Verein für die Stärkung der Ausbildung in der Binnenschifffahrt. Seit 2015 führt die Schifferbörse die Lehrgangsreihe "Quinwalo" (Qualification for Inland Waterway Logistics) am Standort Duisburg durch, um mit Expertenvorträgen und Expeditionen jungen Fachkräften die Vorzüge des Systems Wasserstraße aufzuzeigen.

## Steiger
Am Steiger Schifferbörse am Hafenkanal legen die Rundfahrtschiffe der Ruhrorter Personenschifffahrt und der Weißen Flotte Duisburg an. Außerdem können dort der Radschleppdampfer Oscar Huber und der Eimerkettendampfbagger Minden, beide Bestandteile des Museums der Binnenschifffahrt, besichtigt werden.